# Carl Bille

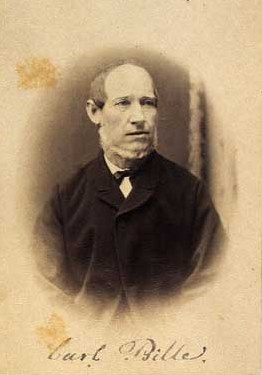
Carl Bille

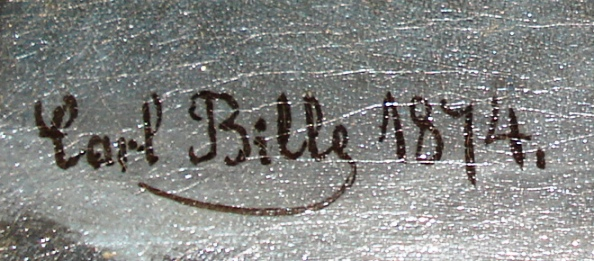
Signatur von Carl Bille

Carl Ludwig Bille (* 20. Februar 1815 in Kopenhagen; † 14. November 1898 in Kopenhagen) war einer der bedeutendsten dänischen Marinemaler, dessen Werk vorwiegend aus (z. T. romantischen) Schiffs-, See-, Hafen- und Strandbildern besteht.

## Leben
Carl Bille fuhr lange Zeit zur See und begann als Autodidakt ab 1850 als Künstler zu arbeiten, weshalb seine Bilder von einer großen Sachkenntnis in den dargestellten Details gekennzeichnet sind. Ab 1855 war er für ein Jahr Lehrling des Marinemalers Carl Dahl. 1868 erhielt er ein Stipendium zum Besuch der Kunstakademie in Kopenhagen.
Bilder von Carl Bille waren auf zahlreichen Ausstellungen vertreten, unter anderem:
- mehrmals zwischen 1854 und 1891 in der Königlich Dänischen Kunstakademie auf Schloss Charlottenborg
- 1882, 1884 und 1890 auf den Kunstausstellungen in der Kunsthalle Bremen

und befinden sich heute in Museen und Privatbesitz – innerhalb und außerhalb von Dänemark.
Carl Bille war der Vater des Marinemalers Vilhelm Bille (1864–1908) und der Großvater der Maler Willy Bille (1889–1944) und Ove Svenson (1880–1976).